# 해성에어로보틱스
해성에어로보틱스(Haisung Aero Robotics Co. Ltd.)는 대한민국의  감속기 기업이다. 본사는 인천광역시 남동구 고잔동 702-4 에 위치해 있으며 대표이사는 이건복, 이정훈이다. 승강기용, 산업용 로봇용 감속기를 생산한다

## 역사
1991년에 개인회사로 설립되어 1997년 3월에 ㈜해성산전으로 전환되었고 2014년 1월 ㈜해성굿쓰리로 사명을 변경했다가 2018년 3월에 해성티피씨로 그리고 2024년에 현재의 사명으로 변경하였다.

## 상장
2021년 4월 21일에 주관사를 한국투자증권으로 공모가 13,000원에 코스닥 시장에 상장하였다.

## 매각
2024년 최대주주가 지분 34.72%를 총 365억원에 수산물 무역업체인 그린월드 등 5인에 매각하였다

## 참고문헌
1. ↑  해성티피씨, '로봇용 감속기' 중국 수주 기대…4% 상승, 머니투데이, 2023년 6월 22일
2. ↑  해성티피씨, 국내 유일 로봇용 고정밀 감속기 생산...삼성 로봇 출시 소식에 상승세, 아시아투데이, 2023년 1월 9일
3. ↑  해성티피씨, 삼성 ‘보행보조 로봇’ 특허…국내 유일 로봇용 감속기 부각, 아시아경제, 2023년 5월 30일
4. ↑  양귀남, 해성티피씨, 사명까지 바꿨는데 경영권 변경 '무산', 더벨, 2024-04-02
5. ↑  김민수, 한국IR협의회 기업리서치센터 기술분석보고서-해성티피씨, 2023.10.12.
6. ↑  김세형, 해성티피씨, 수산물 무역업체에 팔렸다, 스마트투데이, 2024년 2월 8일